# Finder (manga)
Finder (jap. ファインダー Faindā) – manga z gatunku yaoi, napisana i zilustrowana przez japońską mangakę Ayano Yamane. Pierwotnie ukazująca się w odcinkach, od 2001 do 2005 roku, na łamach Be x Boy GOLD i B-Boy Zips. Od 2002 do 2005 (do wycofania się firmy z rynku), wydana w trzech kompletnych tankōbonach przez wydawnictwo Byblos. Libre wznowiło serię, wydając od nowa pierwsze tomy, przed kontynuacją. W czerwcu 2009 roku, na rynku pojawiło się kompletne pięć tomów serii, character art book i adaptacja drama CD.
Manga jest wydawana w Polsce przez wydawnictwo Kotori pod tytułem Finder. Książka obejmuje dodatkowo trzy erotyczne historie oraz wywiad z mangaką.

## Historia
Dwudziestotrzyletni Takaba Akichito, jest fotografem pracującym jako freelancer. Pewnego razu, zostaje porwany i brutalnie zgwałcony przez mafijnego bosa, Asamiego Ryuichi, po tym jak sfotografował mężczyznę w chwili prowadzenia nielegalnych interesów. W wyniku tego zdarzenia, pomiędzy bohaterami zawiązuje się pewna sadomasochistyczna relacja, z czasem pogłębiana i przeradzająca się w konkretne uczucie. Ryuichi nie jest jednak jedynym, który ma oko na młodego Takabę. Boss chińskiej mafii, Fei Long, dostrzega w chłopaku okazję do zemsty na Asamim, za śmierć ojca.

## Bohaterowie
Akihito Takaba (jap. 高羽 秋仁 Takaba Akihito)
Seiyū: Tetsuya Kakihara 
Data urodzenia: 5 maja
Wiek: 23
Grupa krwi: 0
Zajęcie: Wolny strzelec, fotoreporter (nowicjusz)
Roczny dochód: zmienny
Miejsce urodzenia: Kanagawa
Miejsce zamieszkania: Tokio
Rodzina: Dziadkowie, rodzice, pies (jego babci)
Wzrost: 175 cm
Waga: 60 kg
Rozmiar buta: 27 cm
Hobby: Zabawy z aparatem
Młody fotograf freelancer, który nie boi się podjąć ryzyka, by zdobyć wartościowy materiał, czy ochronić swoich przyjaciół. Niezdrowa ciekawość i poczucie lojalności, nierzadko wpędzają go w poważne tarapaty. Ze względu na bliskie stosunki z bossem tokijskiej mafii, pada ofiarą szantażu ze strony jego rywala Fei Longa, a w ostateczności, zostaje porwany i wywieziony do Chin. Mimo wielu intymnych kontaktów z Asamim Ryuichi, chłopak długo nie aprobuje tej znajomości i stanowczo neguje fakt, jakoby byli z Asamim kochankami. Jest bohaterem typu uke.
Ryūichi Asami (jap. 麻見 隆一 Asami Ryūichi)
Seiyū: Takaya Kuroda 
Data urodzenia: 4 sierpnia
Wiek: 35
Grupa krwi: AB
Zajęcie: Businessman
Roczne dochody: jedenasty na liście zarabiających
Miejsce zamieszkania: Tokio
Wzrost: 185 cm
Waga: 78 kg
Rozmiar buta: 28 cm
Specjalne umiejętności, wykształcenie itd: ukończył Uniwersytet Teiou,
Inteligentny i potężny biznesmen, trzęsący tokijskim podziemiem, którego przeszłość nie jest do końca znana. Autorka zdradziła jedynie tajemnicę jego znajomości z szefem chińskiej mafii Fei Longiem. Asami to niezwykle dominująca postać, typu seme. W stosunku do Akihito bywa okrutny i potrafi traktować go przedmiotowo, jednak kryje się za tym głębsze uczucie, które kazało mężczyźnie podjąć ryzykowną podróż do Chin, w celu uratowania chłopaka.
Liu Fei Long (jap. 刘飛龍)
Seiyū: Nobuo Tobita 
Data urodzenia: 1 lutego
Wiek: 28
Grupa krwi: B
Zajęcie: Lider chińskiego przemysłu narkotykowego oraz chińskiej familii Ryou
Roczny dochód: Nieznany (ale na pewno nie mały)
Miejsce urodzenia i zamieszkania: Hongkong
Wzrost: 179 cm
Waga: 63 kg
Rozmiar buta: 27 cm
Umiejętności: Znajomość Wushu i Kung-fu
Urodził się w Chinach, gdzie lider głównej rodziny mafijnej, wychował go jak własnego syna. Mężczyzna pała jednocześnie nienawiścią, jak i resztkami uczuć do tokijskiego mafiozo Asamiego Ryuichi, którego obwinia o śmierć ojca i zdradę. Dostrzegłszy sposobność do zemsty, najpierw szantażuje Takabę Akihito, a później porywa go do Chin, gdzie nie tylko przetrzymuje chłopaka jako zakładnika, lecz też czyni z niego swego kochanka.

## Odbiór
W maju 2009 roku niemiecki department do spraw szkodliwości mediów dla młodzieży (Bundesprüfstelle für jugendgefährdende Medien inaczej BPjM), uznało tom pierwszy Target in the Finder, jako „szkodliwy dla młodzieży”, w rezultacie czego, został ograniczony i przeznaczony tylko dla osób pełnoletnich. Zabroniono również pokazywania treści oraz kontekstu w zwiastunach, lub reklamach. W odpowiedzi, niemieckie Tokyopop, które zakupiło licencję i w marcu 2009 roku wydało cztery spośród pięciu tomów, usunęło informację o pierwszym tomie serii ze swojej strony Internetowej, ale pozostawiło na liście trzy następne części.
W Manga: Complete Guide Jason Thompson przyznał serii 3 ½ z czterech gwiazdek, stwierdzając, że Finder jest napisane w sposób odpowiednio posępny i chmurny („written in an appropriately dark and brooding fashion”), ze względu na wykorzystanie „graphic sex i S & M”, i chwalił rysunki jako chłodno atrakcyjne („coolly attractive”).